# 南単徳
南 単徳（なん たんとく、朝鮮語: 남단덕、699年 - 776年）は、唐の官僚、将軍。中国系の高句麗人。饒陽郡王、開府儀同三司、右金吾衛大将軍、食邑三千户を任官、磨米州都督を担当した。長安永寧里の私第で死亡、「万年県崇義郷胡村白鹿之西原」に埋葬された。南単徳の墓誌によると、南氏の祖先は中古時期に中原の戦乱を避けて、平壤に移住していた。

## 人物
南単徳の墓誌が2010年に西安市東灞橋区紅旗郷から出土しており、西安碑林博物館が所蔵している。南単徳墓誌銘の作者は唐の著名な将軍である薛仁貴の子孫の薛夔である。南単徳のほうが薛夔より年長であるが、二人は早くに知り合い、薛夔は南氏の家族の入唐後の任官情况をも了解しており、また薛夔は、秘書省著作局で佐郎を担当しており、正三品級の官職にあった南単徳の墓誌銘を書く任務があてがわれた。墓誌によると、南単徳は、先に長安で「内供奉射生」となり、その後、薛夔のおじの薛某の麾下で官を得て、中郎将に至る。安史の乱勃発後、南単徳は強迫されて反乱に参加したが、「公は麾管にあって、常に本朝をおもう」ために「衆をひきいて帰降」した。
南単徳の家族は、高句麗滅亡後、安東都護府管轄下の城傍の子弟として唐によって安置されていたが、その後、城傍子弟の首領となる。高句麗滅亡時の南単徳は幼年であったため、父親について安東都護府管轄下の城傍に安置されていた。遼東の高句麗故地の城傍は帰順した高句麗兵士を安置する行政組織として、唐の東北辺疆を護持する役割をもっていた。南単徳の祖父の南狄、南単徳の父親の南于は、先に安東都護府管轄下の城傍に安置され、何らかの職務を担当し、後に安東都護府管轄下の磨米州、帰州に任官、唐の東北辺境の護持に功績をあげた。